# Przybkowo (powiat wałecki)
Przybkowo – wieś w Polsce położona w województwie zachodniopomorskim, w powiecie wałeckim, w gminie Wałcz.
W latach 1975–1998 miejscowość należała administracyjnie do województwa pilskiego.